# Plate glass university
Plate glass university (pisany również jako plate-glass university lub plateglass university) – angielski termin odnoszący się do uniwersytetów w Wielkiej Brytanii, które powstały w latach 60. XX wieku. 
Termin został utworzony przez Michaela Beloffa i nawiązuje do projektów architektonicznych budynków uniwersyteckich, w których dominują duże płyty szklane osadzone w konstrukcji betonowej lub stalowej. 
Termin ten odnosi się również do starszych szkół, którym zgodnie z nową Kartą Królewską (ang. Royal Charter) przyznano status uniwersytetu. 

## Plate glass universities według Beloffa
- University of East Anglia (1963)
- University of Essex (1964/5)
- University of Kent (1965)
- Lancaster University (1964)
- University of Sussex (1961)
- University of Warwick (1965)
- University of York (1963)

## Inne uniwersytety określane również jakoPlate glass universities
(Podane daty są datami przyznania statusu uniwersytetu zgodnie z Kartą Królewską, nie jest to rok utworzenia danej szkoły)
- Aston University (1966)
- University of Bath (1966)
- University of Bradford (1966)
- Brunel University (1966)
- City University, Londyn (1966)
- Heriot-Watt University (1966)
- Keele University (1962)
- Loughborough University (1966)
- University of Salford (1967)
- University of Stirling (1967)
- University of Strathclyde (1964)
- University of Surrey (1966)
- University of Ulster (1968)